# William Dobell
Pour les articles homonymes, voir Dobell.
William Dobell (24 septembre 1899 - 13 mai 1970) est un peintre et sculpteur australien. Dobell a été nommé officier de l'ordre de l'Empire britannique (OBE) en 1965 et a été adoubé en 1966. Portraitiste de distinction, ses travaux sont exposés dans la galerie d'art de région de Newcastle, la galerie d'art de Nouvelle-Galles du Sud, et la National Gallery of Australia à Canberra.